# Färnebofjärden syd
Färnebofjärden syd este o arie protejată (arie specială de conservare — SAC, sit de importanță comunitară — SCI, arie de protecție specială avifaunistică — SPA) din Suedia întinsă pe o suprafață de 5.236,5 ha, integral pe uscat.

## Localizare
Centrul sitului Färnebofjärden syd este situat la coordonatele 60°09′41″N 16°45′53″E / 60.1614°N 16.7646°E.

## Înființare
Situl Färnebofjärden syd a fost declarat sit de importanță comunitară în iulie 2000 pentru a proteja 2 specii de plante și 21 de specii de animale. Alte tipuri de protecție:
- arie de protecție specială avifaunistică (în iulie 2000)[2]
- arie specială de conservare (în martie 2011)[1][3][4]

## Biodiversitate
Situată în ecoregiunea boreală, aria protejată conține 15 habitate naturale: Mlaștini împădurite, Râuri naturale fino-scandinave, Păduri aluvionare cu Alnus glutinosa și Fraxinus excelsior (Alno-Padion, Alnion incanae, Salicion albae), Păduri fino-scandinave bogate în ierburi cu Picea abies, Păduri caducifoliate de mlaștină fino-scandinave, Cursuri de apă de la nivel de câmpie la nivel montan, cu vegetație Ranunculion fluitantis și Callitricho-Batrachion, Păduri de conifere pe eskere fluvioglaciare sau legate la acestea, Taiga vestică, Lacuri și iazuri distrofice naturale, Pajiști aluvionare boreale nordice, Turbării active, Mlaștini alcaline, Mlaștini turboase de tranziție și turbării mișcătoare, Păduri caducifoliate bătrâne naturale hemiboreale fino-scandinave (Quercus, Tilia, Acer, Fraxinus sau Ulmus) bogate în specii epifite, Păduri mixte riverane de Quercus robur, Ulmus laevis și Ulmus minor, Fraxinus excelsior sau Fraxinus angustifolia, de-a lungul marilor râuri (Ulmenion minoris).
La baza desemnării sitului se află mai multe specii protejate:
- plante (2): Buxbaumia viridis, Dichelyma capillaceum
- păsări (18): minunița (Aegolius funereus), cocoșul de mesteacăn (Bonasa bonasia), ciocănitoare neagră (Dryocopus martius), muscar (Ficedula parva), cufundar polar (Gavia arctica), ciuvică (Glaucidium passerinum), cocor (Grus grus), sfrâncioc roșiatic (Lanius collurio), vultur pescar (Pandion haliaetus), viespar (Pernis apivorus), ciocănitoare de munte (Picoides tridactylus), ciocănitoare verzuie (Picus canus), ploier auriu (Pluvialis apricaria), chiră de baltă (Sterna hirundo), huhurezul mic (Strix uralensis), cocoșul de mesteacăn (Tetrao tetrix tetrix),  cocoș de munte (Tetrao urogallus), fluierar de mlaștină (Tringa glareola)
- mamifere (1): râs eurasiatic (Lynx lynx)
- nevertebrate (1): Cucujus cinnaberinus
- pești (1): zglăvoacă (Cottus gobio)